# Jan Porcellis

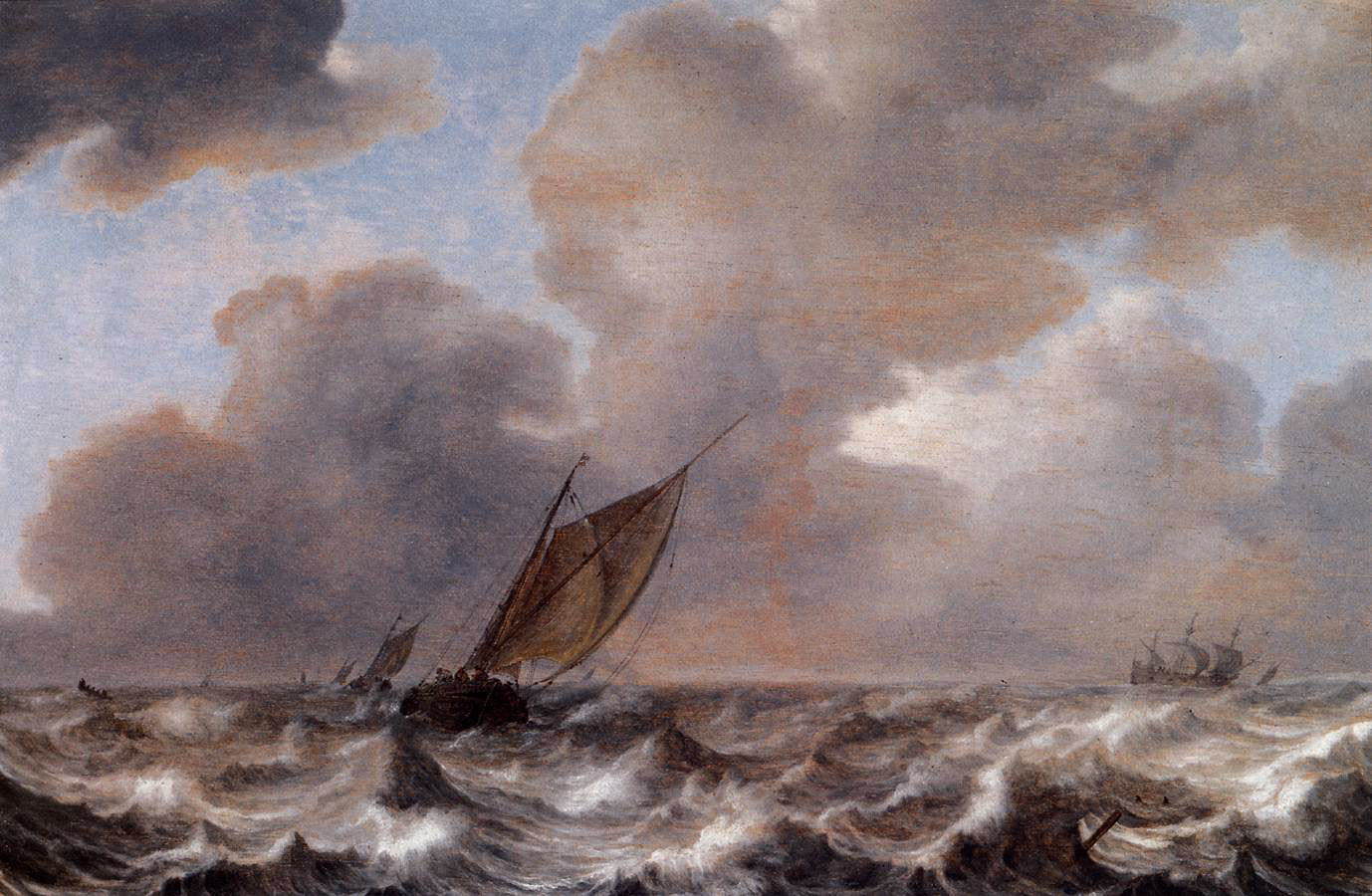
Schepen bij harde wind, 1630, door Jan Porcellis

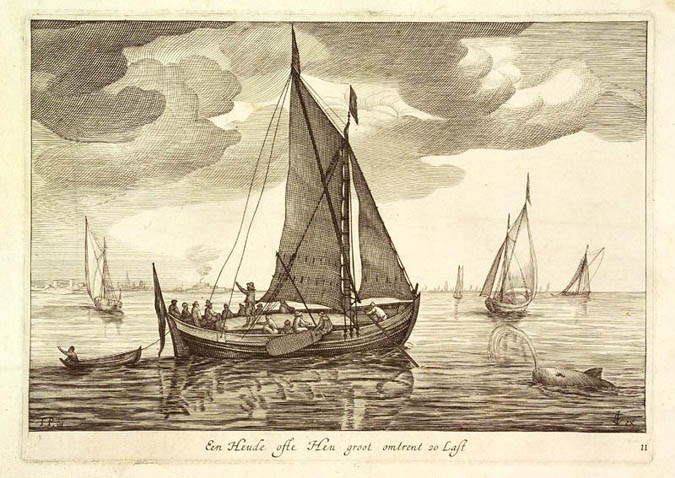
Jan Porcellis. Een heude uit de serie Icones Variarum Navium Hollandicarum, 1627. Gravure C.J.Visscher

Jan Porcellis (Gent, 1583/5, - Zoeterwoude, 29 januari 1632) was een uit de Zuidelijke Nederlanden afkomstige marineschilder. Hij behoorde bij leven tot de bekendste schilders van de Gouden Eeuw.

## Biografie
Hij woonde in 1605 in Rotterdam, in 1606 in Londen en verhuisde in 1617 na zijn faillissement naar Antwerpen. Daar tekende hij in 1618 een contract met een handelaar, waarbij Porcellis gedurende twintig weken twee schilderijen per week zou leveren. Panelen, materialen en een assistent werden ter beschikking gesteld. Porcellis woonde in 1622 in Haarlem, maar vertrok naar Amsterdam. In 1629 kocht hij een huis van Jan van Goyen. Zijn zoon Jan trouwde met een dochter van Jan Steen. Hij was de vader van Julius Porcellis, eveneens marineschilder.
Porcellis wordt beschouwd als de eerste kunstschilder die afweek van het gebruik om de glorie van zeeschepen te schilderen, bijvoorbeeld tijdens zeeslagen. Op zijn schilderijen waren zeeschepen niet de blikvanger, maar onderdeel van een groter geheel. Zo liet hij de schoonheid van de zee zien en het veranderlijke weer. Tijdens zijn korte leven was hij rijk en beroemd en behoorde bij leven tot de bekendste schilders van de Gouden Eeuw.
Simon de Vlieger, Willem van Diest, Hendrick van Anthonissen en Hans Goderis waren zijn leerlingen. De kunstverzamelaar en marineschilder Jan van de Capelle had zestien schilderijen van hem in zijn bezit, Rembrandt van Rijn zes en Allaert van Everdingen dertien. Ook Peter Paul Rubens had een werk van hem.